# Conan le Barbare
Pour les articles homonymes, voir Conan le Barbare (homonymie).
Conan le Barbare ou Conan le Cimmérien est un personnage de fiction, dont la première nouvelle a été écrite par Robert E. Howard en 1932, et dont les histoires ont été initialement publiées au cours des années 1930 dans le pulp Weird Tales. C'est avec ces récits (et ceux de Kull, le roi barbare, trois ans auparavant) que Howard a contribué à la forme moderne du genre littéraire de la fantasy, en étant l'un des fondateurs de l'heroic fantasy.

## Aperçu

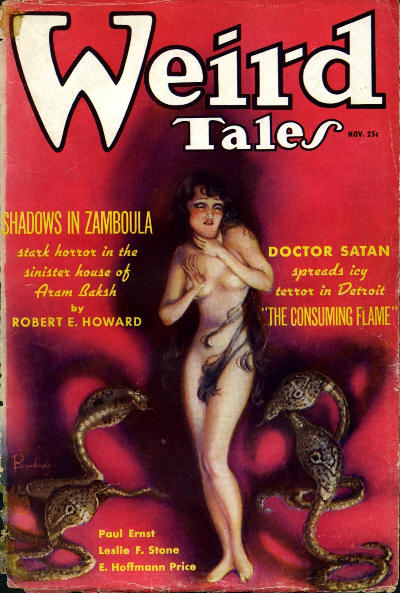
Couverture du pulp américain Weird Tales (novembre 1935). Illustration de Margaret Brundage pour la nouvelle Les Mangeurs d'hommes de Zamboula (The Man-Eaters of Zamboula) de Robert E. Howard.

Les aventures de Conan se déroulent dans un passé mythique, créé par Howard, appelé l'« âge hyborien ». Cet univers est inspiré de ses lectures, notamment les récits mythologiques tels que racontés par l'auteur américain Thomas Bulfinch. L'âge hyborien se situe entre la chute de l'Atlantide et l'essor des anciennes civilisations que l'on connaît (Sumer, l'Égypte antique, la Grèce antique, etc.).
Conan est un barbare originaire de Cimmérie, une contrée lugubre que Howard liait à la Cimmérie historique, mais ces Cimmériens étaient les ancêtres des Gaëls irlandais selon l'hypothèse controversée des Kimris. Les nouvelles de Conan, au nombre d'une vingtaine, sont hautes en couleur, un savant mélange de récits épiques, historiques, sur lesquels se greffent des influences lovecraftiennes.
Howard disait de Conan que c'était un aventurier et qu'il écrivait les histoires de Conan comme un aventurier les raconterait : dans le désordre le plus total. Plusieurs de ces récits sont devenus des classiques du genre, parmi lesquels la Tour de l'Éléphant, la Reine de la Côte Noire, les Clous Rouges ou bien encore Au-delà de la Rivière Noire. Si plusieurs histoires de Conan sont légères et agréables à lire, les meilleurs récits du cycle sont empreints d'un pessimisme assez profond, Howard étant persuadé de la futilité de la civilisation, entreprise humaine vouée à la décadence et à la destruction (une thèse qu'il développe dans Au-delà de la Rivière Noire et Les Clous rouges).
Howard abandonna le personnage de Conan en 1935 et devait mourir l'année suivante. Le personnage tomba peu à peu dans l'oubli jusqu'à ce que Lyon Sprague de Camp s'en empare et l'accapare, se déclarant coauteur de la série de par ses pastiches et l'ordre arbitraire — non voulu par Howard — qu'il imposa à la série. Il récrivit en outre en profondeur certains textes de son prédécesseur.
Avec des pastiches qui dépassèrent bientôt en nombre les récits originaux de Howard, la série devint une parodie de ce qu'elle était sous la plume de son créateur, Conan se transformant en une sorte de barbare analphabète aux muscles hypertrophiés, entouré d'héroïnes aussi stupides que dénudées. Cette situation dura jusqu'à la fin du XXe siècle, jusqu'à la publication des textes originaux de Howard, sans les modifications apportées par Sprague de Camp et Lin Carter. Ils sont ainsi parus au Royaume-Uni puis aux États-Unis, sous la direction éditoriale du français Patrice Louinet, également aux commandes de l'édition en langue française aux éditions Bragelonne à partir de 2007.
Conan a été adapté en bande dessinée, en films, en dessins animés, en jeu de rôle, en jeu de plateau, en jouets et figurines de collection, et en jeux vidéo.

## L'univers de Conan le Barbare

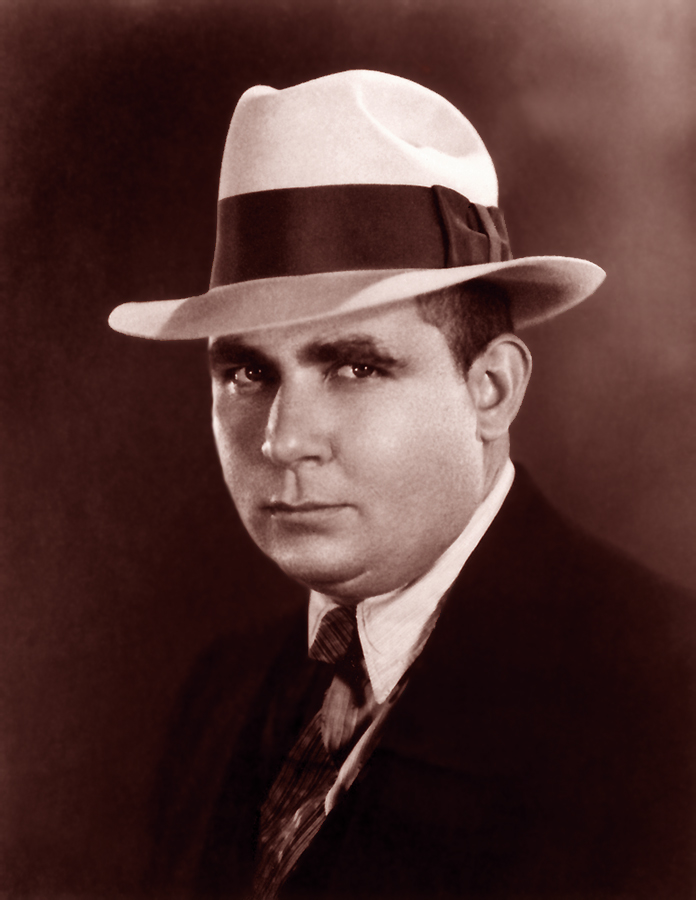
Robert E. Howard.

### Histoire
Chronologie du monde imaginaire de Conan le Barbare :
- préhistoire pré-cataclysmique, époque à laquelle vécut Kull, un barbare atlante devenu roi de Valusie (20000 av. J.-C.) ;
- cataclysme engloutissant « Atlantis et les cités étincelantes » ;
- âge hyborien, époque de Conan le Cimmérien ;
- grande invasion picte ;
- âge « contemporain », époque de Bran Mak Morn et de l'Empire romain.

## Œuvres composant l'univers de fiction

### Romans et nouvelles

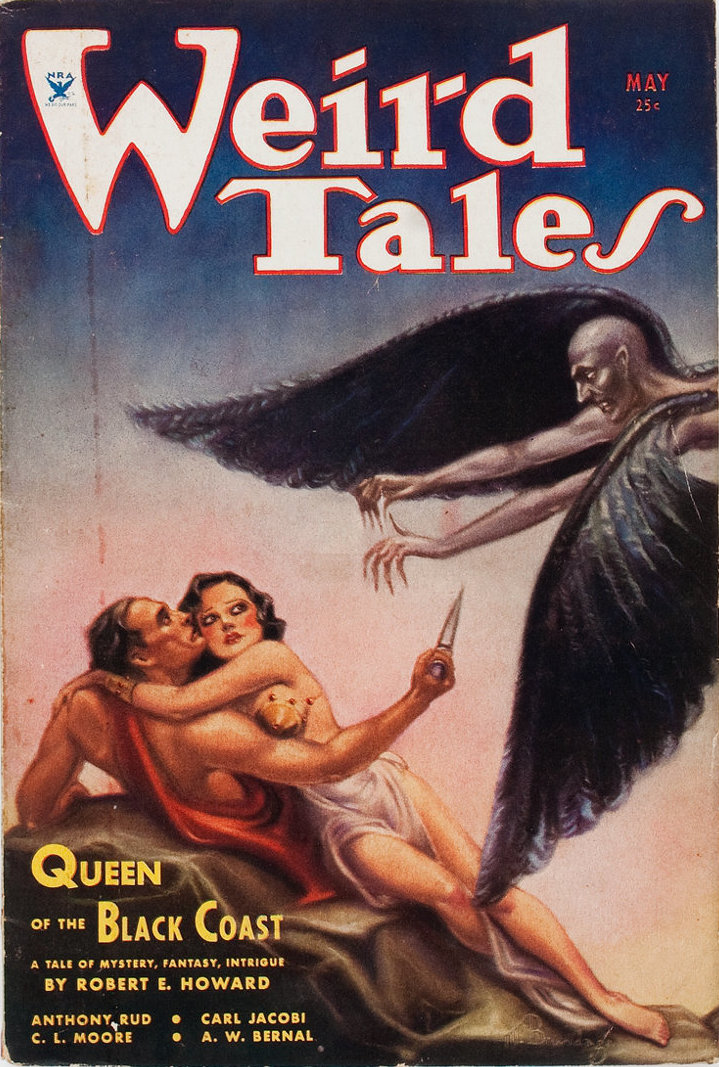
Couverture de Weird Tales (mai 1934) dépeignant Conan et Bêlit.

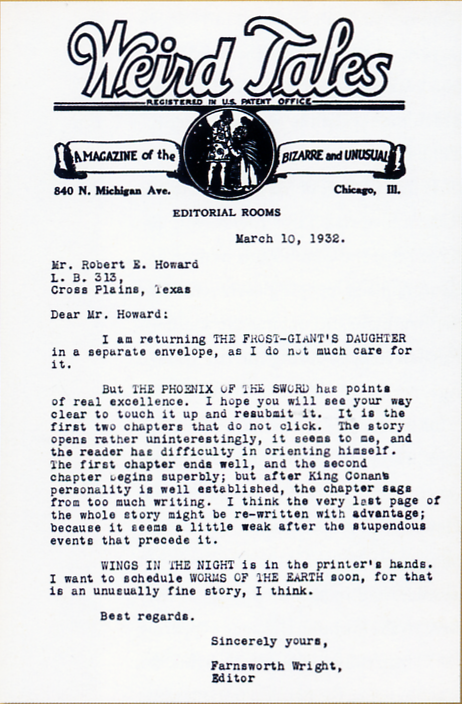
Lettre de refus des trois premières nouvelles de Conan

Les textes originels mettant en scène Conan sont signés Robert E. Howard et ils parurent pour la plupart dans le magazine Weird Tales.
Le personnage a été repris par d'autres auteurs, à partir des années cinquante, sous forme de romans ou de nouvelles. On citera le travail de Lyon Sprague de Camp et de Lin Carter, tous deux responsables d'une anthologie en huit volumes des aventures de Conan (dont celles de leur plume) et du classement chronologique des nouvelles.
La qualité des œuvres des continuateurs était pour le moins inégale, et il était parfois difficile de savoir là où s'arrêtait Howard et là où commençait le travail de ses « collaborateurs posthumes », comme ils aimaient à s'appeler.
Depuis une quinzaine d'années, toutes les éditions des nouvelles de Conan au monde se basent sur les récits originaux de Howard, débarrassés des modifications et réécritures de Camp et Carter.

#### Premières éditions en français
Les aventures du Cimmérien sont parues en France dans des volumes contenant les nouvelles de Robert E. Howard, augmentées des versions des écrivains Lyon Sprague de Camp et Lin Carter, dans un ordre chronologique des récits propre à ces deux auteurs :
- Conan (éd. J.-C. Lattès, 1980 ; rééd. J'ai lu, 1984) ;
- Conan le Cimmérien (éd. J.-C. Lattès, 1982 ; rééd. J'ai lu, 1985) ;
- Conan le Flibustier (éd. J.-C. Lattès, 1982 ; rééd. J'ai lu, 1985) ;
- Conan le Vagabond (éd. J.-C. Lattès, 1982 ; rééd. J'ai lu, 1985) ;
- Conan l'Aventurier (éd. J.-C. Lattès, 1980 ; rééd. J'ai lu, 1986) ;
- Conan le Guerrier (éd. J.-C. Lattès, 1981 ; rééd. J'ai lu, 1986) ;
- Conan l'Usurpateur (éd. J.-C. Lattès, 1982 ; rééd. J'ai lu, 1987) ;
- Conan le conquérant (éd. J.-C. Lattès, 1980 ; rééd. J'ai lu, 1988).

Comme ce fut le cas pour les éditions anglo-saxonnes, ces volumes ont été publiés, lors de leur réédition chez J'ai lu, avec des couvertures illustrées par Frank Frazetta dont les peintures saisissantes représentant le personnage de Conan sont restées célèbres.
Les titres suivants ont été écrits après la mort de Robert E. Howard par d'autres auteurs :
- Conan le Barbare : roman de Lyon Sprague de Camp et Lin Carter d'après un scénario de John Milius et Oliver Stone (Conan the Barbarian - 1981 et 1982 pour l'édition française)
- Conan le destructeur : roman de Robert Jordan (Conan the Destroyer - 1984 et 1984 pour l'édition française)
- Conan le vengeur : roman de Björn Nyberg en collaboration avec Lyon Sprague de Camp (Conan the Avenger - 1955 et 1968 pour l'édition originale ; 1983 pour l'édition française)
- Conan l'aquilonien : recueil de nouvelles de Lyon Sprague de Camp et Lin Carter (Conan of Aquilonia - 1977 pour l'édition originale ; 1983 pour l'édition française)
- Conan l'explorateur : roman de Lyon Sprague de Camp et Lin Carter (Conan of the Isles - 1968 pour l'édition originale ; 1983 pour l'édition française)
- Conan le boucanier : roman de Lyon Sprague de Camp et Lin Carter (Conan the Buccaneer - 1971 pour l'édition originale ; 1983 pour l'édition française)
- Conan le justicier : roman de Lyon Sprague de Camp et Lin Carter (Conan and the Spider - 1980 pour l'édition originale ; 1983 pour l'édition française)
- Conan le brigand ou Conan et l’épée de Skelos : roman de Andrew J. Offutt (Conan, the Sword of Skelos - 1979 pour l'édition originale ; 1983 et 1995 pour les éditions françaises)
- Conan le sabreur : recueil de nouvelles de Lyon Sprague de Camp, Lin Carter et Björn Nyberg (Conan the Swordsman - 1978 pour l'édition originale ; 1983 pour l'édition française)
- Conan le libérateur : roman de Lyon Sprague de Camp et Lin Carter (Conan the Liberator - 1967 et 1979 pour l'édition originale ; 1983 pour l'édition française)
- Conan l'indomptable : roman de Steve Perry (Conan the Indomitable - 1985 ou 89 pour l'édition originale ; 1994 pour l'édition française)
- Conan le valeureux : roman de John Maddox Roberts (Conan the Valorous - 1985 pour l'édition originale ; 1995 pour l'édition française)
- Conan le triomphant : roman de Robert Jordan (Conan the Triumphant - 1983 pour l'édition originale ; 1996 pour l'édition française)
- Conan le rebelle : roman de Poul Anderson (Conan the Rebel - 1980 pour l'édition originale ; 1982 pour l'édition française)
- Conan l'intrépide : roman de Steve Perry (Conan the Fearless - 1986 pour l'édition originale ; 1994 pour l'édition française)
- Conan l'irréductible : roman de Steve Perry (Conan the Defiant - 1987 pour l'édition originale ; 1994 pour l'édition française)
- Conan le solitaire : roman de Steve Perry (Conan the Free Lance - 1990 pour l'édition originale ; 1995 pour l'édition française)
- Conan the formidable : roman de Steve Perry (Conan the Formidable - 1990 pour l'édition originale ; pas d'édition française)
- La Sonde et la taille[3] : roman de Laurent Mantese (Éditions Albin Michel, 2024)

#### Nouvelle édition en français de l'œuvre de Robert E. Howard
Les récits de Conan écrits par Robert E. Howard — et par lui seulement — ont été réédités en France en 2007, aux éditions Bragelonne, débarrassés des ajouts apocryphes. Cette intégrale est dirigée et traduite par Patrice Louinet, qui avait déjà dirigé cette édition pour la maison Del Rey Books aux États-Unis et au Royaume-Uni.
- Conan le Cimmérien, volume 1 (1932-1933)
- Conan : L'Heure du dragon, volume 2 (1934)
- Conan : Les Clous rouges, volume 3 (1934-1935)

On peut noter que ces éditions intégrales de Conan ont été suivies par la réédition d'autres volumes de Robert E. Howard, tels que Solomon Kane, Bran Mak Morn, Kull, et diverses anthologies thématiques.

### Films

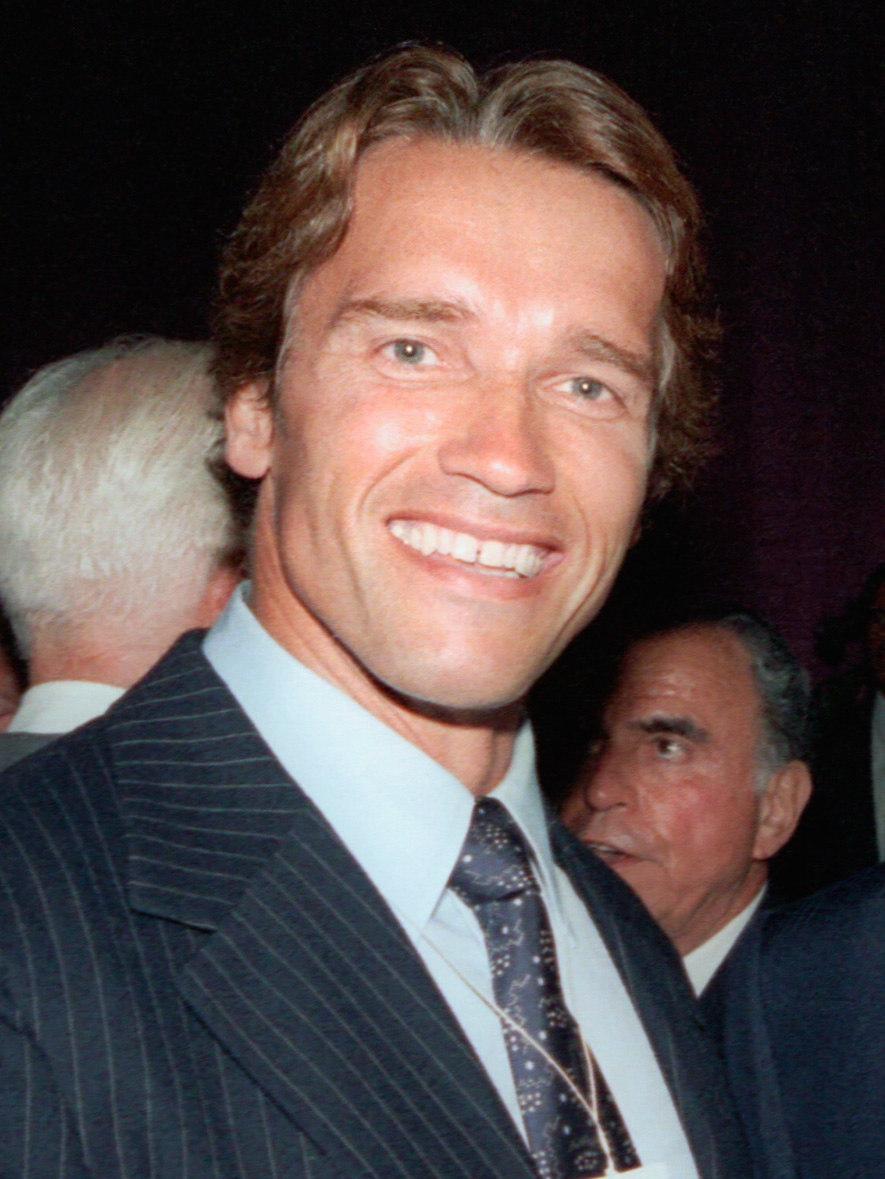
Arnold Schwarzenegger en 1984.

Le projet de départ des films des années 80 sur Conan avait pour ambition de créer une série récurrente (à la façon des James Bond). Le succès ayant été relatif et, à la suite des difficultés financières du producteur Dino De Laurentiis, il n'y eut qu'une seule suite à Conan le Barbare (Conan le Destructeur).
- 1982 : Conan le Barbare (Conan the Barbarian) de John Milius avec Arnold Schwarzenegger : ce film n'adapte aucune nouvelle de Howard, et seules quelques scènes sont tirées des textes originaux et intégrées au scénario de John Milius écrit en collaboration avec Oliver Stone ; musique de Basil Poledouris.
- 1984 : Conan le Destructeur (Conan the Destroyer) de Richard Fleischer avec Arnold Schwarzenegger ; musique de Basil Poledouris.
- 2011 : Conan (Conan the Barbarian) de Marcus Nispel avec Jason Momoa.

Deux autres films inspirés par les nouvelles de Howard s'apparentent aux films de Conan :
- 1985 : Kalidor, la légende du talisman (Red Sonja) de Richard Fleischer, avec Brigitte Nielsen.
- 1997 : Kull le Conquérant (Kull the Conqueror) de John Nicolella, avec Kevin Sorbo.

Le 26 octobre 2012, la production d'un nouveau film The Legend of Conan a été annoncée dans lequel Arnold Schwarzenegger reprendrait le rôle-titre mais le projet est toujours au point mort,.
Le réalisateur français Bertrand Mandico sort en 2023 Conann, librement inspiré des nouvelles de Robert E. Howard.

### Bande dessinée
Conan a fait l'objet de plusieurs adaptations en bande dessinée chez Marvel Comics puis chez Dark Horse Comics. En France, les séries américaines ont été publiées aux éditions Lug et aux éditions Arédit/Artima, puis aux éditions Panini Comics.
Les premières traductions françaises étaient des petits formats « démon » (BD noir et blanc réservée aux adultes).
En 2018, Glénat annonce la publication de douze tomes reprenant les aventures originales de Conan le Cimmérien. Ce sont finalement 14 tomes qui sont disponibles en 2023. Marvel annonce également un retour de Conan à partir de 2019.

### Jeux de rôle
En tant qu'œuvre fondatrice du médiéval-fantastique, Conan a fortement influencé les jeux de rôle dans leur ensemble. Cependant quatre jeux sont plus spécifiquement consacrés à l'âge hyborien :
- Conan Roleplaying Game de David Cook : édité par TSR en 1985[8].
- GURPS Conan de Curtis M. Scott : édité par Steve Jackson Games en 1989[9]. Traduit en français en 1994 (éditeur Siroz)[10].
- Conan, le jeu de rôle : édité par Mongoose Publishing de 2004 à 2010[11]. La première édition date de janvier 2004. Cette première édition, une fois revue et corrigée, a été relancée en août de la même année sous le nom de Atlantean Edition (« édition atlante »), dont il y eut aussi, en 2005, une version de poche (« pocket edition »). Une deuxième édition, la dernière, vit finalement le jour en septembre 2007. L'édition atlante (la version revue et corrigée de la première édition) fut traduite en France par UbIK en mai 2007[12]. En 2010, Mongoose Publishing abandonna la licence et mit fin à la publication de sa ligne de produits dérivés de Conan.
- Robert E.Howard's Conan est publié par la maison d'édition anglaise Modiphius depuis 2017[13], après un financement participatif en 2016 sur Kickstarter.

### Jeux de société
Plusieurs jeux de société ont été publiés sur Conan. Sorti en 2009 et édité par Edge Entertainment, Age of Conan est un jeu stratégique qui simule l'affrontement d'armées sur le continent hyborien, Conan étant un électron libre susceptible d'apporter des bonus à l'un des camps en présence. Conan n'est pas joué par un joueur en particulier, mais la mécanique de jeu permet aux joueurs de pouvoir le contrôler lors d'un tour selon un système d'enchères.
Conan : le jeu de cartes est un jeu de quêtes, de défis et de bluff, mais dans lequel on ne joue pas Conan, qui apparaît néanmoins sur certaines cartes. Il est édité en 2011 par Edge Entertainment.
Conan est un jeu de plateau avec figurines, sorti en 2016, édité par Monolith et distribué par Asmodee, après un lancement sur la plateforme de financement participatif Kickstarter qui s'est terminé le 12 février 2015, avec un financement record de 3 327 757 dollars, ce qui en fait le plus gros succès d'un jeu de plateau sur Kickstarter. C'est le seul jeu de société, à ce jour, qui permet de jouer Conan. Le jeu se joue de 2 à 5 et oppose l'Ennemi, le personnage qui contrôle les forces du mal, à Conan et ses compagnons (2 ou 3 compagnons). Les joueurs déplacent leurs figurines sur un plateau et jouent des scénarios en une heure. Le jeu est directement inspiré du roman et des nouvelles de Howard, et non des films, des romans non écrits par Howard, ou des BD. Patrice Louinet a été engagé en qualité de conseiller pour veiller à la fidélité à l’œuvre de Howard[réf. souhaitée].

### Télévision

#### Dessin animé
- 1992 : Conan l'Aventurier : série d'animation, plutôt destinée au jeune public, retraçant la vie de Conan et diffusée sur M6.
- Conan: Red Nails est un film d'animation produit en 2010, réalisé par Victor Dal Chele, scénario de Steve Gold & Timothy Dolan d'après Robert E. Howard dans Weird Tales en 1936.

#### Série télévisée
- 1997 : Conan : série télévisée diffusée sur France 2, avec Ralf Moeller.

#### Téléfilm
- 1998 : Conan: The Adventurer de Martin Denning et Mark Roper, avec les acteurs de la série de 1997.

### Jeu vidéo
- Conan sur Apple : jeu vidéo pour les tout premiers ordinateurs Apple, vendu (1984) sur une disquette 5" ¼.
- Conan (2004) sur Windows XP, Xbox, PlayStation 2 et GameCube : jeu d'aventure-action édité par TDK Mediactive Europe.
- Conan (2007) sur PlayStation 3 et Xbox 360 : édité par THQ.
- Age of Conan: Hyborian Adventures (2008) sur Windows : un jeu de rôle massivement multijoueur sur Conan édité par la société Funcom.
- Conan Exiles[18] sur Windows (accès anticipé à partir du 31/01/2017), sur Xbox One (accès anticipé au printemps 2017), et PlayStation 4, jeu survivaliste massivement multijoueur dans le monde de Conan par la société Funcom, dont la sortie officielle est réalisée le 8 mai 2018 sur toutes les plateformes.

Le personnage fait aussi partie de l'équipe de bros jouables du jeu Broforce (PC, Mac, PS4, 2015) sous le pseudonyme de Bronan The Brobarian[réf. souhaitée].

### Parodies

#### Romans
Terry Pratchett a parodié Conan avec ses personnages du Disque-monde Cohen le Barbare et Hrun le Barbare. Cohen le Barbare y apparaît en héros vieux, édenté et sujet aux rhumatismes. 
Une parodie de Weird Al Yankovic a fait de Conan un bibliothécaire, rebaptisé logiquement « Conan the Librarian », dans son film Télé ringards (1989).
L'auteur français Pierre Pelot lui a également consacré un cycle parodique du nom de Konnar et Compagnie. Celui-ci met en scène les aventures de « Gilbert le Barbant » et se compose de cinq volumes à ce jour. Ce cycle a été regroupé dans un volume unique, Konnar le Barbant, la collection intégrale (ISBN 2-35294-002-8), aux éditions Bragelonne en 2006.

#### Bande dessinée
Dans Captain Biceps, l'un des innombrables adversaires que le personnage titre affronte est « Konar le Barbare », un individu stupide et brutal ressemblant vaguement à Conan qui vient du lointain pays de Bröl, où il est le prince des barbares sanguinaires, et où son nom veut dire « la hache qui a tranché 10 000 têtes ».
Dans Krän, le personnage éponyme correspond à l'archétype du barbare issu Conan. Et l'univers de manière générale parodie l'univers de Conan rempli de bagarres et magie.
Dans les années 1970, le journal Pilote a publié la bande dessinée parodique Déconan le Barbaresque, par Coucho (scénario) et Pailler (dessins) : un album recueillant tous les épisodes de la série est sorti en album chez Dargaud en 1979.
En 1977, Dave Sim autoédite sa série Cerebus the Aardvark qui est à l'origine une parodie du Conan publié par Marvel. La série évolue par la suite et perd ce lien avec Conan.

#### Audio
Dans Le Donjon de Naheulbeuk, une saga audio inspirée de divers jeux de rôles ainsi que de quelques autres œuvres de fiction, l'un des personnages, simplement nommé « Le Barbare », est une parodie de Conan, faisant référence notamment au personnage tel que dépeint par le film de John Milius. De plus celui-ci jure volontiers par Crom, tout comme Conan. À noter aussi les allusions à Thulsa Doom, dans le magasin du donjon, quand la magicienne du groupe y trouve une robe de l'archimage Tholsadûm, et au peuple cimmérien, au marché de Chnafon, où le barbare demande une « hache Cimmérienne à double affûtage ».

## Divers
- La bactérie Deinococcus radiodurans est surnommée « Conan the Bacterium ».
- « Connard le barbant » est une contrepèterie célèbre, formulée par une critique de l'émission de radio Le Masque et la Plume à l'occasion de la sortie en France du film de John Milius[20].
- Domine (en), un groupe de heavy metal a composé une chanson sur Conan le Barbare qui reprend les airs de la bande originale du film composée par Basil Poledouris nommée The Aquilonia Suite sur son album Emperor Of Black Runes.
- Le musicien Alexandre Guidet, du groupe de heavy metal Talers a consacré un album solo appelé The Steel Barbarian à Conan.
- Conan le Barbare est une forte influence de Gary Gygax quand il crée le jeu de rôles Donjons et Dragons[21].